# Rama II (romanzo)
Rama II è un romanzo di fantascienza scritto da Gentry Lee e Arthur C. Clarke, pubblicato nel 1989. Il libro è il seguito del famoso romanzo di Clarke Incontro con Rama pubblicato nel 1973. Il successivo capitolo del ciclo è Il giardino di Rama (The Garden of Rama).

## Trama
La storia è ambientata 70 anni dopo gli eventi narrati nel primo capitolo del ciclo. Nel sistema solare giunge un secondo veicolo Ramano. Immediatamente viene inviata una spedizione scientifica per svelare i molti misteri rimasti irrisolti al termine della missione sul precedente oggetto alieno. 
La spedizione tuttavia è composta da scienziati meno professionali dei precedenti, che in questa situazione daranno vita a conflitti che compromettono il successo della spedizione.

## Personaggi
- Richard Wakefield
- Francesca Sabatini
- David Brown
- Shigeru Takagishi
- Janos Tabori
- Valeriy Borzov
- Nicole des Jardins
- Michael O'Toole
- Irina Turgenyev
- Hiro Yamanaka
- Reggie Wilson
- Otto Heilmann

## Altri romanzi del ciclo di Rama
Rama II è il secondo capitolo di una quadrilogia di romanzi, esattamente come i seguenti e a differenza del primo non è stato scritto interamente da Clarke, che si è limitato a dare suggerimenti all'autore. Lo stile dei romanzi scritti con Lee è abbastanza differente da quello dell'originale c'è infatti una maggiore caratterizzazione dei personaggi che in questi romanzi sono eroi o malvagi e non dei professionisti come quelli descritti da Clarke nel primo libro.  
Gli ultimi tre libri non hanno ricevuto le stesse acclamazioni della critica e premi dell'originale. 
I romanzi del Ciclo di Rama sono:
- Incontro con Rama (Rendezvous with Rama, 1973)
- Rama II (Rama II, 1989)
- Il giardino di Rama (The Garden of Rama, 1991)
- Il segreto di Rama (Rama Revealed 1993)

Gentry Lee ha anche scritto due ulteriori romanzi ambientati nello stesso universo di Rama:
- Bright Messengers, 1996
- Double Full Moon Night, 2000